# جانلوكا كوموتو
جانلوكا كوموتو (بالإيطالية: Gianluca Comotto) لاعب كرة قدم إيطالي يلعب حاليا لصالح نادي الدرجة الأولى فيورنتينا الإيطالي منذ 2008 في مركز الظهير الأيمن .

## روابط خارجية
- جانلوكا كوموتو على موقع قاعدة بيانات كرة القدم.إي يو (الإنجليزية)
- جانلوكا كوموتو على موقع Soccerway.com (الإنجليزية)
- جانلوكا كوموتو على موقع عالم كرة القدم.نت (الإنجليزية)
- جانلوكا كوموتو على موقع كووورة